# Sisimithres
Sisimithres (altgriechisch Σισιμίθρης) oder Chorienes (Χοριήνης) war ein sogdianischer Territorialherr, dessen schwer zugängliche Burg im Spätjahr 328 v. Chr. von Alexander dem Großen erobert werden konnte.

## Konfrontation mit Alexander dem Großen
Im Herbst 328 v. Chr. zog Alexander von Marakanda (Samarqand) kommend in Nautaka (Shahrisabz) ein. Hier erfuhr er von der nahegelegenen Felsenburg des Sisimithres, der sich der Unterwerfung ihm gegenüber verweigerte. Bereits im Frühjahr desselben Jahres hatte Alexander die als uneinnehmbar geltende Felsenburg des Ariamazes erobert, den sogenannten Sogdischen Felsen, was er nun am Fels von Chorienes zu wiederholen gedachte. Der genaue geographische Standort dieses zweiten sogdischen Felsens ist unklar; wenn er aber in der Nähe zu Nautaka lag, muss er in der Bergregion des südlichen Usbekistans am Flusslauf des Qashqadaryo oder im westlichen Tadschikistan um Pandschakent verortet werden. Allerdings wird er auch mit der Burg Kuh-i-Nur in einem Gebirgsmassiv südlich von Faizabad im Nordosten Afghanistans vermutet. Laut Arrian maß der Felsen 20 Stadien Höhe mit einem Umfang von 60, Strabon gibt 15 Stadien Höhe und 80 im Umfang an. Geschützt wurde er von einem tiefen Graben.
Nachdem Alexander mit seinem Heer vor dem Felsen aufgezogen war, begann er eine mehrere Wochen andauernde Belagerung. Während er tagsüber die Felswände bestürmte, ließ er in den Nächten unter dem Kommando von Perdikkas, Ptolemaios und Leonnatos den Graben mit Gestein und gefällten Baumstämmen auffüllen, um den Boden bis an den Felsen heran für seine Truppen und Belagerungsmaschinen gangbar zu machen. Bevor es allerdings zur finalen Erstürmung kam, signalisierte Sisimithres seine bedingungslose Kapitulationsbereitschaft. Vermittelt wurde diese von seinem Landsmann Oxyartes, der ihn übrigens für den größten Feigling auf Erden hielt. Für seine Aufgabe wurde Sisimithres in Gnaden in die Gunst Alexanders aufgenommen und als dessen Vasall im Besitz seiner Burg und seines Landes (Gazaba) belassen, was für einigen Unmut unter den makedonischen Gefährten des Eroberers sorgte. Dieser rechtfertigte seine Handlungsweise durch das Vertrauen, das Sisimithres mehr seiner Gnade als den eigenen Mauern entgegengebracht habe, allerdings musste dieser auch zwei seiner Söhne als Geiseln in die Gefolgschaft Alexanders überstellen. Als weiteres Entgegenkommen gegenüber Alexander öffnete Sisimithres die Vorratskammern seiner Felsenburg für dessen Truppen, die seit mehreren Wochen unter andauernden Winterstürmen und Hunger gelitten hatten. Durch die weitere Zuführung von 2000 Kamelen und mehrerer Herden von Schafen und Rindern hatte er die Ernährung des Heeres für weitere zwei Monate sicherzustellen.
Zum Abschluss der Versöhnung veranstaltete Sisimithres auf seinem Felsen ein großes Festbankett, bei dem er unter anderem dreißig Jungfrauen, darunter seine Töchter, zum Tanz auftreten ließ. Laut Curtius Rufus wurde Alexander hier auf die mittanzende Roxane aufmerksam, die er kurz darauf heiratete. Wohl als Dank für die erwiesene Gastfreundschaft und Bewirtung bekam Sisimithres etwas später 30.000 Rinder von Alexander geschenkt.